# Szuachewi
Szuachewi – osiedle typu miejskiego w Gruzji, w republice Adżarii. W 2014 roku liczyło 797 mieszkańców.